# پارک و منطقه حفاظت شده ملی دریاچه کلارک
پارک و منطقه حفاظت شده ملی دریاچه کلارک (به انگلیسی: Lake Clark National Park and Preserve) چهارمین پارک طبیعی و ملی آمریکا از نظر وسعت است. این پارک در ایالت آلاسکا قرار دارد.
وسعت این پارک ملی ۱۶٬۳۰۸ کیلومتر مربع است (تقریباً اندازه وسعت کشور کویت یا استان چهارمحال و بختیاری).

## وب‌گاه‌های بیرون
- وب‌گاه رسمی